# 逆光 (映画)
『逆光』（ぎゃっこう）は、2021年7月に公開予定の日本映画。監督・主演は須藤蓮。同年7月17日に広島県尾道市で先行公開された後、全国順次公開予定。夏の尾道市にて三島由紀夫に心酔する青年達の恋愛模様を描く。
2021年12月18日にユーロスペース、2022年1月7日から順次、全国で公開された。。

## 製作
2018年7月25日放送のドラマ『ワンダーウォール〜京都発地域ドラマ〜』で知り合った渡辺あやと須藤が尾道市を訪れた際に得た着想を基に、自主企画映画として制作された。
『浅田家』『ナラタージュ』の小川真司が、エグゼクティブプロデューサーとして渡辺あやと『ジョゼと虎と魚たち』『メゾン・ド・ヒミコ』以来のタッグを組む。

## あらすじ
学生運動の熱気冷めやらぬ1970年代。ノンポリ大学生の晃は夏休みに、先輩の吉岡を誘って尾道の実家に帰省した。平然と留年を繰り返す男臭い吉岡に、同性ながら密かな恋心を抱いている晃。流行の三島由紀夫を愛読し、尾道を退屈な田舎と嫌う晃は、吉岡をもてなす賑やかしとして、わざと冴えない女友達に声をかけた。
地味な看護師の文江や、変わり者で学の無い“みーこ”を誘い、海ではしゃぐ晃と吉岡。幼馴染で晃の性癖を熟知している文江は、吉岡が晃の気持ちを承知で弄んでいると忠告した。吉岡に誠意が無いことは承知で、傷つけられても傍にいたい晃。だが吉岡は予定を切り上げ、一人で尾道を去ってしまった。
文江やみーこと取り残される晃。同性愛はまだ時代にそぐわない70年代に、晃は三島由紀夫を引用し、恋愛は時代に有害であるべきと呟くのだった。

## キャスト
- 晃：須藤蓮
- 吉岡：中崎敏[1][2]
- 文江：富山えり子[2]
- みーこ：木越明[2]
- SO-RI
- 三村和敬
- 河本清順
- 松寺千恵美
- 吉田寮有志

## スタッフ
- 企画：渡辺あや、須藤蓮
- 監督：須藤蓮
- 脚本：渡辺あや
- 音楽：大友良英[1][2]
- プロデューサー：上野遼平
- 撮影：須藤しぐま
- 照明：原澤遥哉
- 録音：五十嵐猛吏
- 衣装：高橋逹之真、木和田昴
- 美術：露木恵美子
- ヘアメイク：藤原玲子
- 制作担当：北村眞悟
- スチール：石間秀耶
- エキストラ担当：毛頭香、阿武太志
- 演出助手：谷津朋郎
- 照明助手：杉山颯太
- 美術助手：大原清孝
- 制作助手：飛磨、岡﨑拓也、森下史也、飯塚裕哉、渡邊凌志
- 企画協力：寺岡環、永長優樹
- エグゼクティブプロデューサー：小川真司[1][2]
- 美術協力：中込秀志、徳永エイジ、蓮池あゆ、松葉明子、三信彩七
- 撮影協力：NPO法人尾道空き家再生プロジェクト、クジラ別館、いっとく、香味喫茶ハライソ珈琲、銀星会館、パサール満月海岸、福本渡船
- 協力：尾道フィルムラボ、トランスフォーマー、とらぞう、弍拾dB、ハンドクラフト&ボトルカフェYES。、浄泉寺、水尾之路
- 制作協力：Ride Pictures
- 配給協力：ブリッジヘッド
- 制作・配給：FOL